# جيك ويست
جيك ويست (بالإنجليزية: Jake West)‏ هو منتج أفلام وكاتب ومخرج بريطاني، ولد في 1972 في المملكة المتحدة.

## وصلات خارجية
- الموقع الرسمي
- جيك ويست على موقع IMDb (الإنجليزية)
- جيك ويست على موقع ألو سيني (الفرنسية)
- جيك ويست على موقع أول موفي (الإنجليزية)
- جيك ويست على موقع قاعدة بيانات الأفلام السويدية (السويدية)
- جيك ويست على موقع قاعدة بيانات الفيلم (الإنجليزية)
- جيك ويست على موقع كينوبويسك (الروسية)